# Vibrační kruhový zásobník

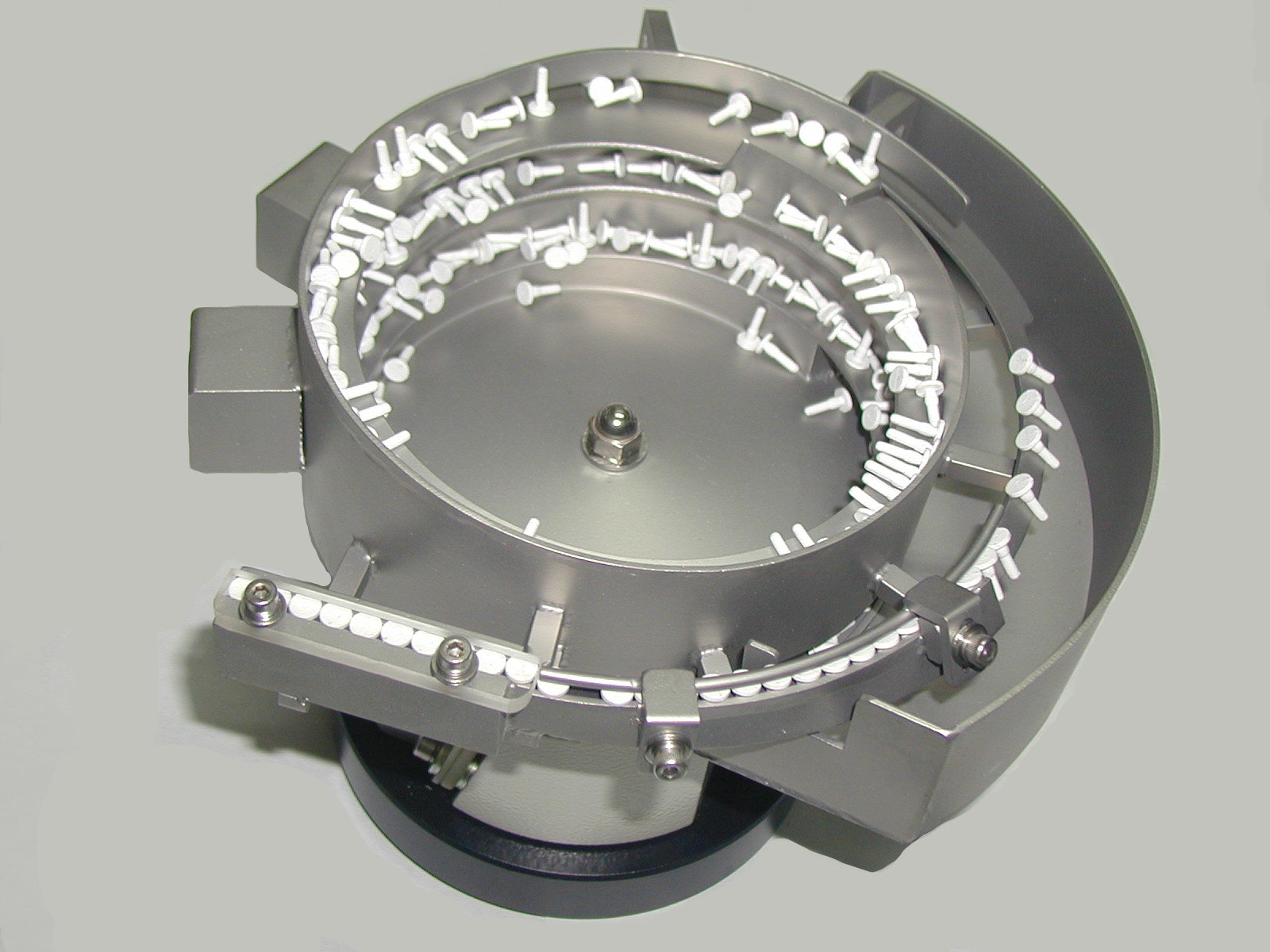
Plastové kolíky ve vibračním kruhovém zásobníku

Vibrační kruhové zásobníky jsou zařízení běžně užívaná pro podávání montážních součástek v průmyslových výrobních linkách. Jsou využívány primárně k podávání většího množství kusového materiálu, který je do dalšího stroje potřeba dodat kus po kusu a správně orientovaný.

## Princip funkce
Funkce zásobníků spoléhá na mechaniku, resp. na chování součástky při vibracích zásobníku; cílem je vibracemi posunout součástky po dráze podavače uzpůsobené tvaru součástky tak, aby byly všechny součástky na konci dráhy stejně orientované a bylo je tak možné dopravit do následujícího stroje výrobní linky jednu po jedné.
Orientování součástek spoléhá na jejich mechanických vlastnostech, hlavně na pozici jejich těžišť ve vztahu ke středům součástek jako těles. Zásobníky skvěle fungují například pro vruty, tedy pro rotačně symetrická tělesa s váhou vychýlenou k jedné straně. Na druhou stranu nejdou využít v případech, kdy orientace závisí např. na barvě. Dráhy kruhových zásobníků jsou navrhovány pro každý typ součástky zvlášť, jejich základní mechanismus je však stejný napříč aplikacemi.
Výstupní orientace součástky závisí na tvaru a těžišti součástky. Pokud tato výstupní orientace nesouhlasí s orientací součástky potřebnou pro další krok ve výrobním procesu, je součástka dle potřeby otočena zakřiveným dopravníkem.
Vibrační kruhové podavače jsou soběstačná zařízení sestávající ze specificky tvarované misky navržené tak, aby dovedla součástky do správné polohy; a z vibrační jednotky, na které je umístěna miska zásobníku a která společně s jednotkou pro regulaci amplitudy vibrací řídí celý zásobník. Zásobník pak dále často zahrnuje i lineární dopravník nebo skluz k přepravě dílů z výstupu zásobníku k dalšímu zařízení výrobní linky. Piezoelektrická, elektromagnetická popř pneumatická řídící jednotka třese miskou, čímž uvádí materiál do pohybu po spirálovitě stoupající dráze. Šasi misky podél dráhy je tvarováno tak, aby se materiál uspořádal do konzistentní polohy. Délka, šíře a hloubka dráhy se vybírá pro každé řešení zvlášť, aby odpovídalo specifickým vlastnostem daných dílů. Miska i dráha mají speciální povrchovou úpravu, která má minimalizovat poškození dopravovaného materiálu, zlepšit trakci dopravy a snížit hlučnost zásobníku. Regulátor rychlosti pak umožňuje nastavit rychlost vibrace zásobníku a také rychlost pohybu dílů k výstupnímu podavači se senzory.

## Uplatnění
S rostoucím uplatněním integrace ve všech částech výrobního procesu se potřeba užití zásobníků snižuje např. dodáváním materiálu na pásce, která jednotlivé součástky drží orientované po celou dobu přepravy a skladování. Toho se nejčastěji využívá v oborech jako je elektronika, kde se součástky musí usazovat v určité pozici, která však nejde detekovat mechanicky.
Vibrační podavače se využívají ve všech odvětvích průmyslu, např. ve farmaceutickém, automobilovém, elektronickém, kosmetickém, potravinářském, obalovém, kovodělném a v průmyslu rychloobrátkového spotřebního zboží. Dále se používá ve sklářství, slévárenství, stavebnictví, v papírenském a ocelárenském průmyslu a při výrobě plastů a recyklaci. Vibrační zásobníky poskytují ekonomicky výhodnou alternativu manuální práce, čímž šetří náklady na výrobu produktu. Před výběrem konkrétního zásobníku je třeba zvážit několik faktorů, mj. odvětví, vlastnosti materiálu a objem produkce.

## Historie a vynálezce
- Miska zásobníku: 12/09/1950, patent Spojených států č. 2 654 465, Mario Thomas Sgriccia.[2]
- Patent: https://docs.google.com/viewer?url=patentimages.storage.googleapis.com/pdfs/US2654465.pdf (anglicky)

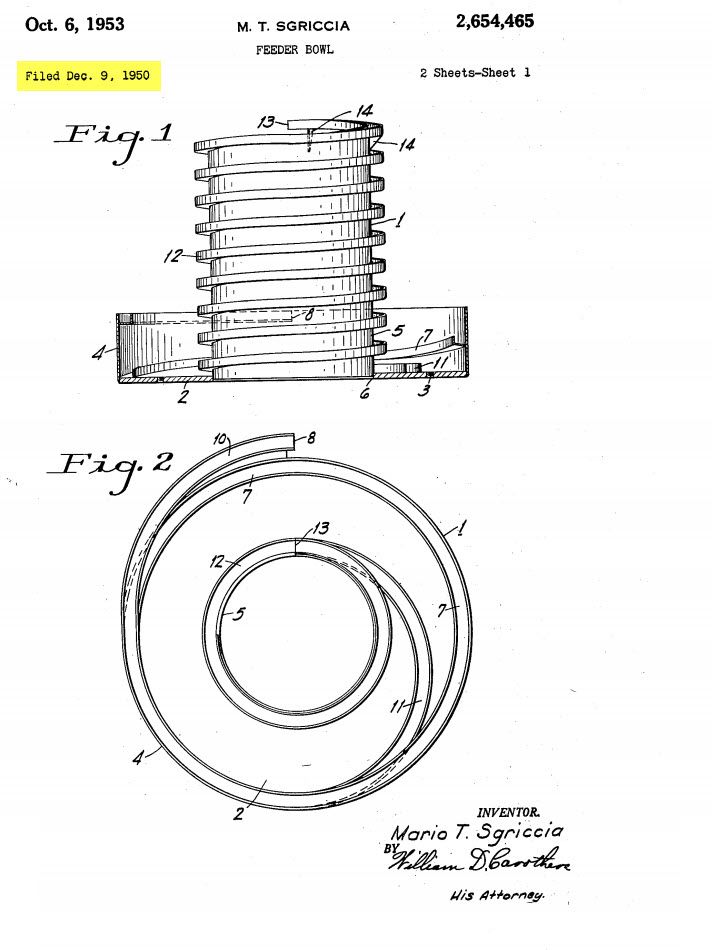
Obrázek misky zásobníku z roku 1950 – patent Spojených států č. 2 654 465

- Obrázek misky zásobníku z roku 1950 – patent Spojených států č. 2 654 465Viz obrázek.

## Typy misek[3]
| Miska                               | Vhodná pro                                              | Materiál                                                                         |
| ----------------------------------- | ------------------------------------------------------- | -------------------------------------------------------------------------------- |
| Cylindrická                         | Neustálou dopravu dílů a pro nakládání s malými díly    | Hliník/Ocel/Korozivzdorná ocel                                                   |
| Kónická                             | Těžké a ostré díly Větší zátěže Automatické předtřídění | Hliník/Korozivzdorná ocel                                                        |
| Stupňová                            | Větší zátěž a větší díly Dále viz kónická miska         | Hliník/Korozivzdorná ocel                                                        |
| Polyamidová (kónická nebo stupňová) |                                                         | Malé díly s jednoduchou geometrií s vysokými požadavky na produktivitu zásobníků |

## Typy podavačů[4]
- Miskové zásobníky: miska se spirálovou dráhou po svém vnitřním obvodu s pomocí vibrací dopravuje materiál zdola nahoru. Díly se následně rovnají do správné polohy. Tyto díly jsou často následně odváděny vibračním nebo vzduchovým dopravníkem[5]
- Odstředivé zásobníky: (také zvané ‚rotační‘) mají náhon uprostřed kulaté misky s kónickým dnem. Vysoké otáčky zásobníku materiál ženou po dráze vzhůru, kde je materiál orientován a odebírán.[6]
- Stupňový zásobník: (též zvané ‚schodové dopravníky‘) díly jsou z násypky vyzdvihnuty vertikálně se pohybujícími stupni; následně jsou třízeny, orientovány a dopravovány do odběrného místa. Hlavní výhodou stupňových zásobníků je tichý provoz bez vibrací.
- Lineární dopravníky: slouží pro horizontální dopravu dílů s nepravidelnou dodávkou z předešlého kroku výrobního procesu. Tím vytváří jakýsi zásobník zajišťující hladký a pravidelný provoz dalších kroků výroby.
- Pásový kobercový dopravník: zajišťuje jemnou manipulaci s orientovanými díly a akumuluje díly před dalším krokem ve výrobním procesu.[7]
- Tříosé vibrační zásobníky: Robotické zásobníky, které pomocí vibrací distribuují díly na vodorovné desce, odkud je odebírá průmyslový robot. Tento typ umožňuje adaptivní výkonný systém pro zásobování díly, předběžnou orientaci dílů a optimální rozložení velkého množství dílů po ploše.[8]

## Doplňky
- Povrchová úprava: úprava povrchu misky, kupříkladu potažením polyuretanem nebo flockováním, snižuje opotřebovávání, hlučnost provozu zásobníku a poškozování dílů.[9]
- Zvuková bariéra: konstrukce potažená pěnou, která snižuje hodnoty hlukových emisí vibračního zásobníku. Sekundárně také zvyšuje ochranu proti prachu a nečistotám.
- Základové desky: usnadňují připevnění pohonu zásobníku k loži.
- Senzory: kontrola minimálního / maximálního množství dílů na lineárním dopravníku.
- Násypka: násypný zásobník regulující přísun materiálu do vibračního zásobníku.